# Тер-Габриэлян, Саак Мирзоевич
Саак Мирзоевич Тер-Габриэлян (15 февраля 1886, Шуша — 19 августа 1937) — советский партийный, государственный и политический деятель.

## Биография
Родился в г. Шуше, в семье портного.
Участник Революции 1905—1907 в Баку, член комитета РСДРП.
С 1907 года вёл партийную работу в профсоюзах в Баку, участвовал в создании Союза служащих нефтепромышленности. Подвергался арестам.
После Февральской революции 1917 года член Президиума Бакинского совета.
В период Бакинской коммуны 1918 комиссар по нефти и председатель ЧК.
В 1918—1919 член коллегии Главного нефтяного комитета, выполнял задания СНК РСФСР но снабжению промышленности и армии нефтепродуктами.
В январе — марте 1919 член РВС 12-й армии Каспийско-Кавказского фронта.
В 1920 году член ВРК и Ревкома Армении.
С 1921 постоянный представитель Армянской ССР в РСФСР, в 1923—1928 — ЗСФСР при СНК СССР. В 1928—1935 председатель СНК Армянской ССР. В 1935 - 1938 - начальник торгового отдела НКЛП СССР. Был член бюро ЦК КП (б) Армении и Заккрайкома.
Делегат 10, 12—17-го съездов ВКП(б).
Член ВЦИК и ЦИК СССР, кандидат в члены их Президиумов.

## Арест и последующие события
Арестован в 1937 году. По официальной версии, погиб, выбросившись из окна во время следствия, не успев дать значительных показаний, которых от него ожидали. Узнав об этом, Сталин выразил предположение, что «заговорщика» Тер-Габриэляна убили «сообщники» из НКВД и партийной верхушки, дабы он не упомянул их в показаниях. В связи с этим, для разбирательства на месте в Ереван были командирована комиссия в составе бригады НКВД во главе с начальником секретно-политического отдела ГУГБ Михаилом Литвиным под общим руководством Анастаса Микояна, который по прибытии на место направил в Москву телеграмму с просьбой увеличить для Армении «расстрельный лимит» на 700 человек (позже увеличенный до 2000 человек)
Бывший работник Закавказского ГПУ Г. Цатуров в 1953 году показывал: «…В период 1937—1938 гг., когда производилась очистка тыла страны от правотроцкистских элементов и другого охвостья, Берия использовал этот период для тонкой расправы с лицами, неугодными ему. По указанию Берия было создано дело против председателя СНК Армении Тер-Габриэляна, который всегда поддерживал Ханджяна и выступил на его стороне против Берия. Тер-Габриэлян был арестован как участник правотроцкистской террористической организации, готовившей теракт против Берия. Секретарь ЦК Армении Аматуни, ставленник Берия, и председатель армянского ГПУ Мугдуси стремились и добивались от Тер-Габриэляна признательных показаний, но добиться не могли. В результате применения мер физического воздействия Тер-Габриэлян выбросился с четвертого этажа и разбился насмерть. Не исключена была возможность, и об этом ходили слухи, что Тер-Габриэлян был просто уничтожен».
«Последние события, в связи с „самоубийством“ Тер-Габриэляна, отражают как в фокусе весь тот максимум гнили и разложения, которые подводят итог состоянию партийных и советских организаций в Армении. Трудно представить, что Тер-Габриэлян выбросился в окно, это совершенно не совместимо с его боязливой и расчетливой натурой. Скорее всего — его выбросили и заткнули ему глотку, чтобы он не мог разоблачить врагов Советской власти…», — отмечал Сталин обращаясь в ЦК КП Армении 8 сентября 1937 года.
Реабилитирован.

## Документальные фильмы
- Саак Тер-Габриелян 1976 г., ЕСХДФ, 10мин. (277м), ч/б. Авт.сцен. А.Карапетян, реж. А.Шахбазян, опер. М.Вартанов. (Об известном государственном деятеле первых лет советской власти)